# 투 터프 가이즈
《투 터프 가이즈》(스페인어: Dos tipos duros)/(영어: Two Tough Guys)은 2003년 개봉된 스폐인 영화이다.

## 출연
- 안토니오 레시네스 - 파코
- 로사 마리아 사르다 - 아라미스
- 조디 비치즈 - 알렉스
- 엘레나 아나야 - 따띠아나
- 마누엘 알렉상드르 - 로드리고

## SBS 성우진 (2008년 9월 21일)
- 설영범 - 파코(안토니오 레시네스)
- 손정아 - 아라미스(로사 마리아 사르다)
- 엄상현 - 알렉스(조디 비치즈)
- 소연 - 따띠아나(엘레나 아나야)
- 김정호 - 로드리고(마누엘 알렉상드르)
- 김세한 - 페냐(제이미 블랑슈)
- 정동열 - 구메르신도(안토니오 가메로)
- 강연숙 - 르메(마리올라 퓨엔테스)
- 류다무현 - 빅토르(조안 크로사스)
- 이상범 - 베베(펠레 마르티네즈)